# جان وارنر (بازیگر)
جان وارنر (انگلیسی: John Warner؛ ‏ ۱ ژانویهٔ ۱۹۲۴ – ۱۹ مهٔ ۲۰۰۱) بازیگر اهل بریتانیا بود.
از فیلم‌ها یا مجموعه‌های تلویزیونی که وی در آن‌ها نقش داشته‌است، می‌توان به پوآرو، آیوانهو، دکتربعدازاین، مستر بین، دریای بی‌رحم، یکشنبه خونین یکشنبه، ایزادورا، دوریت کوچک و بدون راه حل اشاره نمود.